# Nếu chỉ còn một ngày để sống
"Nếu chỉ còn một ngày để sống" là một ca khúc của nhạc sĩ Hoài An. Ca khúc đã ra mắt ở thị trường ca nhạc của người Việt hải ngoại trước khi xuất hiện trong nước và tạo ra hiệu ứng lan toả tại Việt Nam, nhận được nhiều hưởng ứng tích cực, bao gồm đánh giá từ những nhạc sĩ lão thành. Hoài An cho biết anh đã chuyển bài hát của mình cho Trung tâm Thúy Nga để dàn dựng vì cho rằng thể loại bài hát mang tâm trạng hoài niệm, tự sự về quê hương không thích hợp với dòng chảy âm nhạc xô bồ trong nước. Do đó, anh đưa ca khúc sang một môi trường hoàn cảnh hợp lý hơn để tác phẩm có thể được khai thác một cách trọn vẹn. Tên bài hát được trích làm tiêu đề và lời ca từ được trích dẫn trong một số báo chí và bài viết, ngoài ra còn được chọn là ca khúc thể hiện trong một số buổi giao lưu công tác xã hội trong nước.
Ca khúc được trình diễn lần đầu tiên khi được lựa chọn làm bài hát mở đầu chương trình kỉ niệm 25 năm thành lập (PBN 95) của Paris By Night với chủ đề "Cảm ơn cuộc đời", thể hiện qua màn trình diễn tốp ca của tất cả các ca sĩ tham gia chương trình trong đêm đó. Ca sĩ Hồ Ngọc Hà cũng thể hiện lại ca khúc này trong Live concert 2011 của cô và nhận được đánh giá rằng đã tạo hiệu quả gây xúc động,
"chạm vào trái tim" khán giả.

## Ảnh hưởng trong năm 2012
Theo lịch của người Myan cổ xưa thì ngày tận thế sẽ xảy ra vào ngày 21 tháng 12 năm 2012. Khi ngày tận thế càng ngày càng cận kề thì bài này được nhiều báo chí nhắc tới. Trong khi nhiều người đang hoang mang lo lắng vì không biết ngày tận thế có thật hay không. Bài hát này đã được nhiều người quan tâm và thảo luận về ngày tận thế để phản ánh những gì sắp xảy ra.